# Greater St. Louis

Die Metropolregion Greater St. Louis in Missouri und Illinois

Die Region Greater St. Louis ist die Metropolregion um die Stadt St. Louis in Missouri. Diese Region erstreckt sich beiderseits des Mississippi River, der die Grenze zwischen Missouri und Illinois bildet. Der in Illinois gelegene östliche Teil der Region wird Metro-East genannt.
Das Ballungsgebiet wird vom Office of Management and Budget zu statistischen Zwecken als St. Louis, MO-IL Metropolitan Statistical Area geführt. Es hatte bei der Volkszählung 2000 2.828.990 Einwohner; diese Zahl stieg bei der Volkszählung 2010 leicht an auf 2.830.355, um im Zuge der Volkszählung 2020 auf 2.820.253 Einwohner zu sinken.

## Geografie
Die Region Greater St. Louis liegt zu beiden Seiten des Mississippi, in den nördlich des Stadtzentrums der Stadt St. Louis der Missouri einmündet. Das Gebiet umfasst eine Fläche von 22.910 km².

### Countys
Die Region besteht aus folgenden Countys in Missouri und Illinois:
(Die Angaben stammen aus dem Jahr 2008)
| County                 | Einwohner | Änd. 1990–2000 | Ew. pro km² | Landfläche in km² |
| ---------------------- | --------- | -------------- | ----------- | ----------------- |
| St. Louis County, MO   | 991.830   | 2,3 %          | 753         | 1.316             |
| St. Louis City, MO     | 356.361   | −12,2 %        | 2.204       | 161               |
| St. Charles County, MO | 349.407   | 33,4 %         | 241         | 1.450             |
| Madison County, IL     | 267.038   | 3,9 %          | 142         | 1.878             |
| St. Clair County, IL   | 261.409   | −2,6 %         | 152         | 1.720             |
| Jefferson County, MO   | 217.679   | 15,6 %         | 128         | 1.702             |
| Franklin County, MO    | 100.898   | 16,4 %         | 42          | 2.391             |
| Lincoln County, MO     | 52.775    | 34,8 %         | 32          | 1.632             |
| Macoupin County, IL    | 48.143    | 2,8 %          | 55          | 2.247             |
| Clinton County, IL     | 36.470    | 4,7 %          | 30          | 1.228             |
| Monroe County, IL      | 32.335    | 23,2 %         | 32          | 1.005             |
| Warren County, MO      | 31.214    | 25,6 %         | 28          | 1.116             |
| Washington County, MO  | 24.548    | 2,5 %          | 12          | 1.975             |
| Jersey County, IL      | 22.451    | 5,5 %          | 23          | 956               |
| Bond County, IL        | 18.253    | 1,3 %          | 18          | 991               |
| Calhoun County, IL     | 5.101     | −4,5 %         | 7           | 735               |

### Wichtige Städte und Gemeinden
- Franklin County MO:: Berger, Gerald, New Haven, Pacific, Saint Clair, Sullivan, Union, Washington

- Jefferson County MO: Arnold, Barnhart, Byrnes Mill, Crystal City, De Soto, Festus, Herculaneum, Hillsboro, Pevely

- Lincoln County MO: Elsberry, Moscow Mills, Old Monroe, Troy, Winfield

- St. Charles County MO: Cottleville, Dardenne Prairie, Foristell (teilw.), Lake St. Louis,  O’Fallon, St. Charles,  Saint Peters, Weldon Spring, Wentzville

- St. Louis City (selbstständige Stadt)

- St. Louis County MO:  Affton, Ballwin, Berkeley, Black Jack, Breckenridge Hills, Bridgeton, Charlack, Chesterfield, Clayton, Cool Valley, Crestwood, Creve Coeur, Des Peres, Edmundson, Ferguson, Fenton, Florissant, Hazelwood, Kinloch, Kirkwood, Jennings, Ladue, Maryland Heights, Mehlville, Olivette, Overland, Rock Hill, St. Ann, St. John, Sunset Hills, Spanish Lake, University City, Webster Groves, Wellston, Wildwood

- Warren County MO: Foristell (teilw.), Marthasville, Truesdale, Warrenton, Wright City

- Washington County MO: Belgrade, Caledonia, Irondale, Potosi

- Bond County IL: Greenville

- Calhoun County IL: Hardin, Kampsville

- Clinton County IL: Carlyle,  Centralia (teilw.), Germantown, New Baden

- Jersey County IL: Brighton (teilw.), Jerseyville, Grafton

- Macoupin County IL: Brighton (teilw.), Carlinville, Staunton

- Madison County IL: Alton, Collinsville, Edwardsville, Glen Carbon, Granite City, Highland, Troy, Wood River

- Monroe County IL: Columbia, Waterloo

- St. Clair County IL: Belleville, Cahokia, Caseyville, East St. Louis, Fairview Heights, Lebanon, O’Fallon, Shiloh

## Verkehr

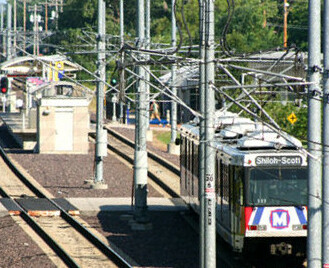
MetroLink in Belleville

### Schienenverkehr
Die Region St. Louis, insbesondere die Stadt East St. Louis, war in der Vergangenheit einer der größten Eisenbahnknotenpunkte des Landes. Auch heute treffen noch eine Reihe von Eisenbahnlinien für Fracht- (z. B. Union Pacific, CSX, BNSF) und Personenverkehr (z. B. Amtrak) in der Region zusammen.
Der öffentliche Nahverkehr in der Region St. Louis wird zu einem großen Teil von der MetroLink abgedeckt.

### Fernstraßen
| - Interstate 55 - Interstate 44 - Interstate 64 - Interstate 70 | - U.S. Highway 61 - U.S. Highway 67 - U.S. Highway 40 - U.S. Highway 50 |

## Hochschulen

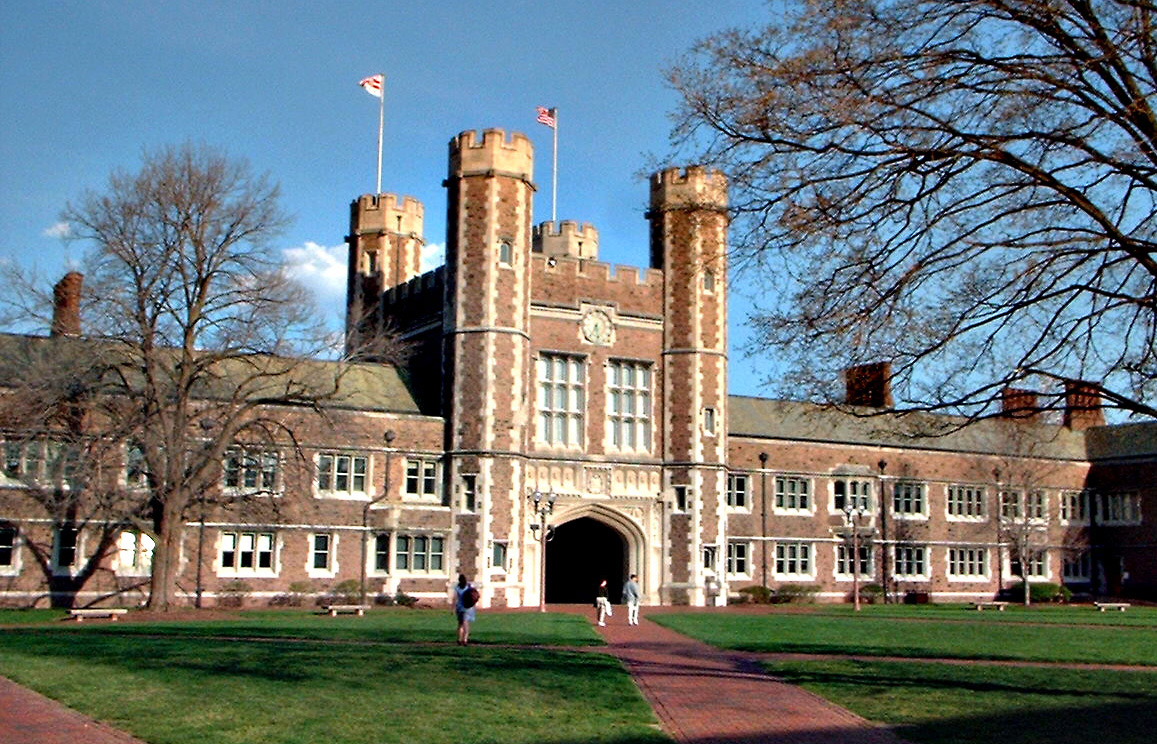
Brookings Hall, das Hauptgebäude der Washington University in St. Louis

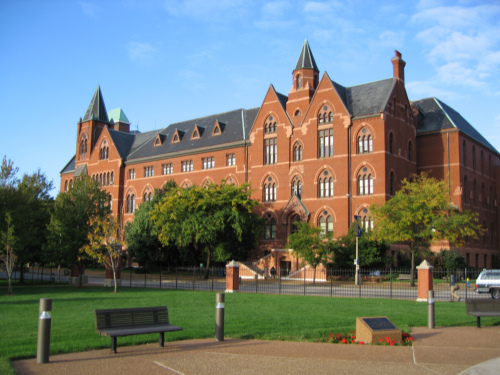
Dubourg Hall, das Verwaltungsgebäude der Saint Louis University

In der Region sind rund 209.000 Studenten an etwa 40 Colleges, Universitäten oder Technischen Hochschulen immatrikuliert. Die bekanntesten und größten Bildungseinrichtungen der Region sind die staatliche University of Missouri–St. Louis sowie die privaten Saint Louis University (die älteste westlich des Mississippi) und Washington University in St. Louis.
Daneben gibt es im St. Louis County die Webster University in Webster Groves, die Maryville University in Town and Country und die Fontbonne University in Clayton. In der Stadt St. Louis gibt es die Harris–Stowe State University.
In Illinois besteht in Edwardsville im Madison County die Southern Illinois University. Kleinere Hochschulen in Metro-East sind die McKendree University in Lebanon im St. Clair County und das Greenville College in Greenville im Bond County.

## Bekannte Unternehmen
| - Amdocs – (Chesterfield, MO) - Ameren – (St. Louis, MO) - Anheuser-Busch Companies – (St. Louis, MO) - Arch Coal – (Creve Coeur, MO) - Ascension Health – (St. Louis, MO) - Boeing Defense, Space & Security – (St. Louis, MO) - Brown Shoe – (St. Louis, MO) - Build-A-Bear – (St. Louis, MO) - Centene Corporation – (St. Louis, MO) - Charter Communications – (Town and Country, MO) - Deal$ – (St. Louis, MO) - Dierbergs – (Chesterfield, MO) - Drury Hotels – (St. Louis, MO) - Edward Jones Investments – (St. Louis, MO) - Emerson Electric Company – (St. Louis, MO) - Enterprise Rent-A-Car – (St. Louis, MO) - Energizer Holdings – (Town and Country, MO) - Express Scripts – (St. Louis, MO) - Graybar Electric Company – (St. Louis, MO) - Hardee’s – (St. Louis, MO) - Hellmuth, Obata + Kassabaum – (St. Louis, MO) | - Isle of Capri Casinos – (St. Louis, MO) - The Korte Company – (St. Louis, MO) - MB Motorsports – (St. Louis, MO) - Monsanto – (St. Louis, Missouri) - Nestlé Purina PetCare – (St. Louis, MO) - Novus International – (St. Louis, MO) - Olin Corporation – (Clayton, MO) - Panera Bread – (Richmond Heights, MO) - Reinsurance Group of America – (Chesterfield, MO) - ReproMAX – (Chesterfield, MO) - Roberts Broadcasting – (St. Louis, MO) - Save-A-Lot – (Earth City, St. Louis County, MO) - Savvis – (Town and Country, MO) - Schnucks – (St. Louis, MO) - Scottrade – (St. Louis, MO) - Sigma-Aldrich – (St. Louis, MO) - Simutronics – (Saint Charles, MO) - Stifel Financial – (St. Louis, MO) - Trans States Airlines – (Bridgeton, MO) - Wells Fargo Advisors – (St. Louis, MO) |